# 郵便事業浜松ターミナル支店
郵便事業浜松ターミナル支店（ゆうびんじぎょうはままつターミナルしてん浜松TM支店）は、静岡県浜松市中区（現：中央区）神田町字橋下1223にあった郵便事業株式会社の支店である。

## 概要
ペリカン便を吸収・統合した新生「ゆうパック」専門の仕分け拠点として、統合が実施された2010年7月1日付で、静岡県浜松市に設置された。
これによって、静岡県43の統括支店である浜松西支店より、ゆうパックに関する区分業務を委譲された。
しかし、輸送体系の効率化を理由に、2011年8月28日を以って廃止され、当支店の業務は浜松西支店に返上することになった。
ゆうパックの地域区分拠点である。現在も浜松西郵便局ゆうパック分室として現存する。

## 沿革
- 2010年（平成22年）7月1日 - JPエクスプレスの吸収合併に伴い、郵便事業浜松西支店から郵便番号上2桁が43地域の荷物の区分を受託[2]。
- 2011年（平成23年）8月28日 - 郵便事業浜松ターミナル支店を廃止。郵便事業浜松西支店ゆうパック分室となる[2]。
- 2012年（平成24年）10月1日 - 日本郵便株式会社の発足に伴い、郵便事業浜松西支店を浜松西郵便局に統合。日本郵便浜松西郵便局ゆうパック分室となる。

## 郵便区・例外区域
- 〒43x-xxxx

集配業務は行わない。

## 取扱業務

### 取り扱わない業務
郵便・ゆうちょ銀行・かんぽ生命保険の業務は行っていない。
なお当支店に郵便局は併設されていない。

## 周辺の日本郵政グループの店舗
- 郵便局会社浜松浅田郵便局（当支店から1081m、北東）
- 郵便局会社浜松新橋郵便局（当支店から1044m、南西）
- 郵便局会社浜松卸本町郵便局（当支店から1523m、南南東）
- 郵便局会社浜松海老塚郵便局（当支店から1693m、北東）